# (1874) Kacivelia
(1874) Kacivelia ist ein Asteroid des Hauptgürtels, der am 1. Oktober 1926 vom russischen Astronomen Sergei Iwanowitsch Beljawski am Krim-Observatorium in Simejis entdeckt wurde.
Benannt ist der Asteroid nach dem finnischen Ort Kaciveli.